# Слободка (Миргородский район)
Слободка (укр. Слобідка) — село, Слободский сельский совет, Миргородский район, Полтавская область, Украина.
Код КОАТУУ — 5323287501. Население по переписи 2001 года составляло 516 человек.
Село указано на специальной карте Западной части России Шуберта 1826-1840 годов
В Центральном Государственном Историческом Архиве Украины в городе Киеве есть документы православной церкви за 1752-1794 год
Является административным центром Слободского сельского совета, в который, кроме того, входят сёла Мальцы, Носенки и Осово.

## Географическое положение
Село Слободка находится на правом берегу реки Хорол, выше по течению на расстоянии в 1 км расположено село Мальцы, ниже по течению на расстоянии в 1,5 км расположено село Княжая Лука (Хорольский район).

## Экономика
- Молочно-товарная ферма.
- «Хлебороб», ЧП.
- ООО «Хорол-Дон».

## Объекты социальной сферы
- Школа І—ІІ ст.

## Известные люди
- Кривенко, Федосий Пимонович (1920—1981) — советский офицер, танкист, участник Великой Отечественной войны, Герой Советского Союза (1944).
- Посвит, Павел Акимович (1908—1944) — старший лейтенант, командир стрелковой роты. Герой Советского Союза (1945, посмертно).